# III. Suttarna
III. Suttarna (Šuttarna) apját követte Mitanni trónján, ismeretlen időpontban. Tusratta, a korábbi uralkodó belviszály áldozata lett, helyére II. Artatama került, és e trónbitorló fia volt III. Suttarna. E tényekből következően Tusratta i. e. 1350 körül bekövetkező halála után kezdett uralkodni. Az Amarna-levelek között az EA#182-184 számút Suttarna írta Egyiptomba, és a katnai király, Akizzi EA#55 számú dokumentuma is említi. A HDT#6B dokumentum Suttarna szégyenéről beszél, aki Asszíriának annyi kincset ajándékozott és annyi földet adott nekik, hogy a királyi kincstár kiürült.
Tusratta halálával a térség nagyhatalmának számító Mitanni a hanyatlás útjára lépett. A belviszályt a hagyományos ellenfélnek számító Asszíria is igyekezett kihasználni, ugyanakkor az új feltörekvő nagyhatalom, Hatti is kelet és dél felé próbált terjeszkedni. Mitanni számára az egyiptomi szövetség az Amarna-reform idejének belső gyengesége miatt nem jelentett semmilyen segítséget. III. Suttarna trónra lépésének idején Mitanni még birtokolta korábbi területeinek nagy részét. Ennek jele, hogy a déli vidékeken két fia, Etakkama és Birjavaza átvehette Kádes és Damaszkusz irányítását.
Suttarna a hettitákkal szemben az asszírokkal szövetkezett. A hettita sereget viszont Tusratta fia, Kili-Tesub erősítette, aki a trónváltáskor Hattiba menekült, és ekkor atyja trónját próbálta visszaszerezni. A HDT#6B szerint Szuppiluliumasz megígérte Kili-Tesubnak, hogy a „földeket rosszul kezelő Suttarna” helyére ülteti. Ilyen módon az a helyzet állt elő, hogy Mitanniban már két idegen hatalom prédált, egyfelől az asszírok, akik a szövetség fejében jó néhány város megszerzését igyekeztek elérni, másfelől a Pijaszilisz által vezetett hettiták. Kili-Tesub követeit a fővárosban nem fogadták jól, a lakosság valószínűleg Suttarnával rokonszenvezett inkább, mint a keménykezű Tusratta fiával.
A helyzet megítélését Suttarna katasztrófával végződő ellenakciója fordította meg. Az Eufráteszt átlépő hettiták ellen vonult, Irridu és Harrán mellett is vereséget szenvedett, mire a fővárosban lázadás tört ki ellene. Suttarna megsegítésére az asszírok Vassukanni ellen vonultak és megostromolták, ami végleg Suttarna ellen fordította a hurrik hangulatát.
Pijaszilisz oldalán Kili-Tesub bevonult Mitanniba, ahol a fővárost ostromló asszírok meghátráltak a hettiták elől. Tusratta fiát kikiáltották királynak, aki felvette a Sattivaza nevet. III. Suttarna Taite városban még védekezett ez időben, későbbi sorsa azonban ismeretlen.
III. Suttarna végzetével Mitanni teljes egészében hettita befolyás alá került, és tovább folytatódhatott Egyiptom kiszorítása Fönícia területéről. Fiai közül Birjavaza haláláig Egyiptom szövetségese maradt, Etakkama azonban jóval tovább élt, i. e. 1312 körül a hettiták Kádes városát is elfoglalták. Suttarna után Mitanni sosem nyerte vissza nagyhatalmi státuszát, amelyet kétoldali fenyegetettsége (Hatti és Asszíria részéről), valamint Egyiptom gyengesége miatt veszített el.

## Külső hivatkozások
- Hittites.info

| Előző uralkodó: II. Artatama | Mitanni királya i. e. 1350 körül – i. e. 1325 | Következő uralkodó: Sattivaza |